# خدرنق
الخدرنق (الاسم العلمي:Cheiracanthium) هو جنس من العناكب يتبع فصيلة العناكب الكيسية من رتبة العناكب.

## قائمة أنواع الخدرنق
يوجد عدة أنواع من جنس الخدرنق:
- خدرنق أفريقي (الاسم العلمي:Cheiracanthium africanum)
- خدرنق أليف الملح (الاسم العلمي:Cheiracanthium halophilum)
- خدرنق أنغولي (الاسم العلمي:Cheiracanthium angolensis)
- خدرنق أنيق (الاسم العلمي:Cheiracanthium elegans)
- خدرنق بسيط (الاسم العلمي:Cheiracanthium simplex)
- خدرنق بنجابي (الاسم العلمي:Cheiracanthium punjabense)
- خدرنق تايواني (الاسم العلمي:Cheiracanthium taiwanicum)
- خدرنق جبلي (الاسم العلمي:Cheiracanthium montanum)
- خدرنق جداري (الاسم العلمي:Cheiracanthium murinum)
- خدرنق جزيري (الاسم العلمي:Cheiracanthium insulare)
- خدرنق جيجيانغي (الاسم العلمي:Cheiracanthium zhejiangense)
- خدرنق حقلي (الاسم العلمي:Cheiracanthium campestre)
- خدرنق خيلي (الاسم العلمي:Cheiracanthium equestre)
- خدرنق ريشي (الاسم العلمي:Cheiracanthium pennatum)
- خدرنق سارق (الاسم العلمي:Cheiracanthium furax)
- خدرنق سبخي (الاسم العلمي:Cheiracanthium pallidum)
- خدرنق سناني (الاسم العلمي:Cheiracanthium lanceolatum)
- خدرنق سيكيمي (الاسم العلمي:Cheiracanthium sikkimense)
- خدرنق سيوي (الاسم العلمي:Cheiracanthium siwi)
- خدرنق شارد (الاسم العلمي:Cheiracanthium erraticum)
- خدرنق شرقي (الاسم العلمي:Cheiracanthium occidentale)
- خدرنق شمالي أصفر (الاسم العلمي:Cheiracanthium mildei)
- خدرنق صخري (الاسم العلمي:Cheiracanthium rupestre)
- خدرنق طوراني (الاسم العلمي:Cheiracanthium turanicum)
- خدرنق كازاخستاني (الاسم العلمي:Cheiracanthium kazachstanicum)
- خدرنق كروي (الاسم العلمي:Cheiracanthium sphaericum)
- خدرنق كريتي (الاسم العلمي:Cheiracanthium cretense)
- خدرنق كشميري (الاسم العلمي:Cheiracanthium kashmirense)
- خدرنق كناري (الاسم العلمي:Cheiracanthium canariense)
- خدرنق كيني (الاسم العلمي:Cheiracanthium kenyaensis)
- خدرنق لحوي (الاسم العلمي:Cheiracanthium barbarum)
- خدرنق لين (الاسم العلمي:Cheiracanthium molle)
- خدرنق مثقابي (الاسم العلمي:Cheiracanthium punctorium)
- خدرنق محير (الاسم العلمي:Cheiracanthium incertum)
- خدرنق مختصر (الاسم العلمي:Cheiracanthium abbreviatum)
- خدرنق مخضوضر (الاسم العلمي:Cheiracanthium virescens)
- خدرنق مقدوني (الاسم العلمي:Cheiracanthium macedonicum)
- خدرنق مقعر (الاسم العلمي:Cheiracanthium excavatum)
- خدرنق مقلم (الاسم العلمي:Cheiracanthium zebrinum)
- خدرنق مقيد (الاسم العلمي:Cheiracanthium inclusum)
- خدرنق منجلي (الاسم العلمي:Cheiracanthium falcatum)
- خدرنق منظاري (الاسم العلمي:Cheiracanthium spectabile)
- خدرنق منغولي (الاسم العلمي:Cheiracanthium mongolicum)
- خدرنق هندي (الاسم العلمي:Cheiracanthium indicum)
- خدرنق هيمالاي (الاسم العلمي:Cheiracanthium himalayense)
- خدرنق ياباني (الاسم العلمي:Cheiracanthium japonicum)
- (الاسم العلمي:Cheiracanthium aculeatum)
- (الاسم العلمي:Cheiracanthium aden)
- (الاسم العلمي:Cheiracanthium adjacens)
- (الاسم العلمي:Cheiracanthium aizwalensis)
- (الاسم العلمي:Cheiracanthium aladanensis)
- (الاسم العلمي:Cheiracanthium albidulum)
- (الاسم العلمي:Cheiracanthium angulitarse)
- (الاسم العلمي:Cheiracanthium annulipes)
- (الاسم العلمي:Cheiracanthium apia)
- (الاسم العلمي:Cheiracanthium approximatum)
- (الاسم العلمي:Cheiracanthium auenati)
- (الاسم العلمي:Cheiracanthium bantaengi)
- (الاسم العلمي:Cheiracanthium brevicalcaratum)
- (الاسم العلمي:Cheiracanthium brevidens)
- (الاسم العلمي:Cheiracanthium brevispinum)
- (الاسم العلمي:Cheiracanthium catindigae)
- (الاسم العلمي:Cheiracanthium caudatum)
- (الاسم العلمي:Cheiracanthium conflexum)
- (الاسم العلمي:Cheiracanthium conspersum)
- (الاسم العلمي:Cheiracanthium crucigerum)
- (الاسم العلمي:Cheiracanthium cuniculum)
- (الاسم العلمي:Cheiracanthium danieli)
- (الاسم العلمي:Cheiracanthium daquilium)
- (الاسم العلمي:Cheiracanthium debile)
- (الاسم العلمي:Cheiracanthium denisi)
- (الاسم العلمي:Cheiracanthium dippenaarae)
- (الاسم العلمي:Cheiracanthium effossum)
- (الاسم العلمي:Cheiracanthium eutittha)
- (الاسم العلمي:Cheiracanthium exilipes)
- (الاسم العلمي:Cheiracanthium exquestitum)
- (الاسم العلمي:Cheiracanthium festae)
- (الاسم العلمي:Cheiracanthium fibrosum)
- (الاسم العلمي:Cheiracanthium floresense)
- (الاسم العلمي:Cheiracanthium fujianense)
- (الاسم العلمي:Cheiracanthium fulvotestaceum)
- (الاسم العلمي:Cheiracanthium furculatum)
- (الاسم العلمي:Cheiracanthium gobi)
- (الاسم العلمي:Cheiracanthium gracile)
- (الاسم العلمي:Cheiracanthium gracilipes)
- (الاسم العلمي:Cheiracanthium gratum)
- (الاسم العلمي:Cheiracanthium gyirongense)
- (الاسم العلمي:Cheiracanthium haroniensis)
- (الاسم العلمي:Cheiracanthium hypocyrtum)
- (الاسم العلمي:Cheiracanthium ienisteai)
- (الاسم العلمي:Cheiracanthium impressum)
- (الاسم العلمي:Cheiracanthium incomptum)
- (الاسم العلمي:Cheiracanthium inornatum)
- (الاسم العلمي:Cheiracanthium insigne)
- (الاسم العلمي:Cheiracanthium insulanum)
- (الاسم العلمي:Cheiracanthium isiacum)
- (الاسم العلمي:Cheiracanthium itakeum)
- (الاسم العلمي:Cheiracanthium jabalpurense)
- (الاسم العلمي:Cheiracanthium joculare)
- (الاسم العلمي:Cheiracanthium jorgeense)
- (الاسم العلمي:Cheiracanthium jovium)
- (الاسم العلمي:Cheiracanthium kibonotense)
- (الاسم العلمي:Cheiracanthium klabati)
- (الاسم العلمي:Cheiracanthium kupensis)
- (الاسم العلمي:Cheiracanthium lascivum)
- (الاسم العلمي:Cheiracanthium leucophaeum)
- (الاسم العلمي:Cheiracanthium ligawsolanum)
- (الاسم العلمي:Cheiracanthium liplikeum)
- (الاسم العلمي:Cheiracanthium liuyangense)
- (الاسم العلمي:Cheiracanthium lompobattangi)
- (الاسم العلمي:Cheiracanthium longimanum)
- (الاسم العلمي:Cheiracanthium longipes)
- (الاسم العلمي:Cheiracanthium longtailen)
- (الاسم العلمي:Cheiracanthium ludovici)
- (الاسم العلمي:Cheiracanthium malkini)
- (الاسم العلمي:Cheiracanthium mangiferae)
- (الاسم العلمي:Cheiracanthium maraisi)
- (الاسم العلمي:Cheiracanthium margaritae)
- (الاسم العلمي:Cheiracanthium marplesi)
- (الاسم العلمي:Cheiracanthium melanostomum)
- (الاسم العلمي:Cheiracanthium mertoni)
- (الاسم العلمي:Cheiracanthium minahassae)
- (الاسم العلمي:Cheiracanthium minshullae)
- (الاسم العلمي:Cheiracanthium mondrainense)
- (الاسم العلمي:Cheiracanthium mordax)
- (الاسم العلمي:Cheiracanthium mysorense)
- (الاسم العلمي:Cheiracanthium nalsaroverense)
- (الاسم العلمي:Cheiracanthium nervosum)
- (الاسم العلمي:Cheiracanthium ningmingense)
- (الاسم العلمي:Cheiracanthium olliforme)
- (الاسم العلمي:Cheiracanthium oncognathum)
- (الاسم العلمي:Cheiracanthium pauriense)
- (الاسم العلمي:Cheiracanthium pelasgicum)
- (الاسم العلمي:Cheiracanthium pennuliferum)
- (الاسم العلمي:Cheiracanthium pennyi)
- خدرنق غريب (الاسم العلمي:Cheiracanthium peregrinum)
- (الاسم العلمي:Cheiracanthium pichoni)
- (الاسم العلمي:Cheiracanthium poonaense)
- (الاسم العلمي:Cheiracanthium potanini)
- (الاسم العلمي:Cheiracanthium punctipedellum)
- (الاسم العلمي:Cheiracanthium rehobothense)
- (الاسم العلمي:Cheiracanthium rupicola)
- (الاسم العلمي:Cheiracanthium russellsmithi)
- (الاسم العلمي:Cheiracanthium sakoemicum)
- (الاسم العلمي:Cheiracanthium salsicola)
- (الاسم العلمي:Cheiracanthium sambii)
- (الاسم العلمي:Cheiracanthium sansibaricum)
- (الاسم العلمي:Cheiracanthium saraswatii)
- (الاسم العلمي:Cheiracanthium schenkeli)
- (الاسم العلمي:Cheiracanthium seidlitzi)
- (الاسم العلمي:Cheiracanthium seshii)
- (الاسم العلمي:Cheiracanthium shiluvanensis)
- (الاسم العلمي:Cheiracanthium silaceum)
- (الاسم العلمي:Cheiracanthium simaoense)
- (الاسم العلمي:Cheiracanthium solidum)
- (الاسم العلمي:Cheiracanthium soputani)
- (الاسم العلمي:Cheiracanthium strasseni)
- (الاسم العلمي:Cheiracanthium stratioticum)
- (الاسم العلمي:Cheiracanthium streblowi)
- (الاسم العلمي:Cheiracanthium striolatum)
- (الاسم العلمي:Cheiracanthium submordax)
- (الاسم العلمي:Cheiracanthium taegense)
- (الاسم العلمي:Cheiracanthium tagorei)
- (الاسم العلمي:Cheiracanthium tanmoyi)
- (الاسم العلمي:Cheiracanthium taprobanense)
- (الاسم العلمي:Cheiracanthium tenue)
- (الاسم العلمي:Cheiracanthium tetragnathoide)
- (الاسم العلمي:Cheiracanthium torricellianum)
- (الاسم العلمي:Cheiracanthium triviale)
- (الاسم العلمي:Cheiracanthium trivittatum)
- (الاسم العلمي:Cheiracanthium turiae)
- (الاسم العلمي:Cheiracanthium uncinatum)
- (الاسم العلمي:Cheiracanthium unicum)
- (الاسم العلمي:Cheiracanthium vansoni)
- (الاسم العلمي:Cheiracanthium vorax)
- (الاسم العلمي:Cheiracanthium wiehlei)
- (الاسم العلمي:Cheiracanthium wilma)